# Aratuípe
Aratuípe, amtlich Município de Aratuípe, früher Aratuhype, ist eine Kleinstadt im brasilianischen Bundesstaat Bahia. Die Munizipalstadt liegt 220 km südwestlich der Hauptstadt Salvador.
Die Gemeinde hat nach der Volkszählung 2010 8599 Einwohner, die Aratuipenser genannt werden. Sie steht nach Bevölkerungszahl heute an 368. Stelle in Bahia. Zum 1. Juli 2019 wurde die Einwohnerzahl vom IBGE auf 8825 geschätzt. Die Fläche beträgt 181,140 km²; die Bevölkerungsdichte liegt bei 47,5 Personen pro km². Bekannt ist der Ort für seine keramischen Produkte.

## Namensherkunft
Der Name leitet sich aus der Tupí-Sprache ab und bedeutete bei den im Gebiet lebenden Tupinambás „Wasser mit den Aratus“ (Aratus pisonii), einer einzigartigen Mangroven-Baumkrabbe.

## Geschichte
Erster Europäer, der sich dort im 16. Jahrhundert niederließ, war Paulo de Argolo (Argollo) Menezes, dem von der portugiesischen Krone eine Sesmaria übertragen wurde. Das Lehen lag am Flussufer des Rio Aratuípe, wo er die Siedlung Santo Antônio als Missionsstation mit der 1558 errichteten Igreja de Santo Antônio dos Índios gründete. (Die heutige Kirche gleichen Namens stammt aus dem 17./18. Jahrhundert und ist teilweise eine Ruine.) Als erste Kulturpflanze wurde Zuckerrohr angebaut, wozu für Feldarbeit und Mühlen schwarzafrikanische Sklaven von den Sklavenhändlern in der Hauptstadt Salvador besorgt wurden. Das Gebiet liegt in der Recôncavo Sul Baiano, dem südlichen Binnenland der Allerheiligenbucht. Die als kannibalistisch geltenden Tupinambá wurden erst zur Zeit der Unabhängigkeit des Landes befriedet. Die Geschichte Aratuípes ist ab dem 19. Jahrhundert eng mit der Geschichte der späteren Stadt Nazaré, in früherer Schreibung Nazareth, verbunden, die nur sechs km (eine légua) weiter nördlich einen Binnenhafen am Rio Jaguaripe besitzt.

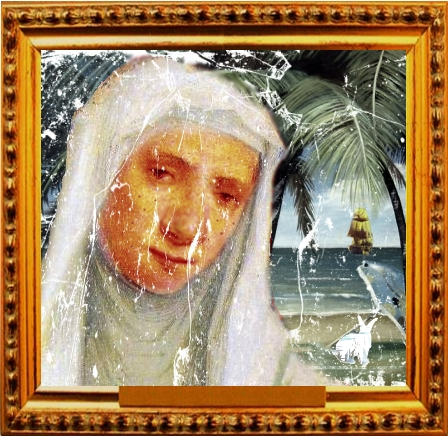
Sagenhafte hellhäutige Tupinambá-Kriegerin, die nach ihrer Taufe und Heirat den Namen Sarah Magitti annahm (Bild von 1627)

Am 2. Juni 1840 wurde der Kirchengemeindebezirk „Freguesia de Santana da Aldeia“ gegründet, in diesem gleichzeitig der Distrikt „Santana de Aratuípe“. Das gesamte Gebiet war den heutigen Städten Nazaré und Santo Antônio de Jesus, die als „Hauptstadt des Recôncavo Sul“ gilt, unterstellt. 1858 wurde die Hauptkirche Igreja Matriz de Nossa Senhora Santana eingeweiht. Am 7. Februar 1890 wurde das Dorf zur Vila de Aratuípe erhoben. Stadtrechte erhielt der Ort als Cidade de Aratuípe bereits am 9. Juni 1891, was als eigentliches Gründungsdatum gilt. Der Stadtpräfekt wurde von 1890 bis 1948 von dem jeweiligen Gouverneur des Staates ernannt; erster dieser Bürgermeister war João Martins da Silva, der das Amt bis 1895 führte. 1923 umfasste das Gemeindegebiet 608 km², die Bevölkerung betrug 7100 Einwohner. Am 1. Juni 1944 wurde sie zur Munizipalstadt Município de Aratuípe ernannt. Die ersten Wahlen für den Stadtpräfekten, zu dem Carlos Alberto Moniz Pacheco gewählt wurde, und zur Stadtverordnetenkammer (Câmara Municipal) fanden 1948 statt.
2017 änderte das Instituto Brasileiro de Geografia e Estatística die Zuordnung zu geostatistischen Regionen und teilte die Gemeinde der Região geográfica imediata Nazaré-Maragogipe und der Região geográfica intermediária Santo Antônio de Jesus zu.

## Geographie
Die Stadt liegt im Einzugsgebiet der Mata Atlântica auf einer Höhe von 36 m bis 60 m. Sie wird von dem Flüsschen Rio Aratuipe durchzogen, der sich ehemals im Stadtgebiet zu einem heute verlandeten kleinen See ausweitete. Der Rio Aratuipe ist ein Zufluss des Rio Jaguraripe. Sie liegt zwischen den Städten Nazaré und Santo Antônio de Jesus.

### Klima

#### Temperatur
Die Temperaturen können im Februar bis zu 30 °C steigen. Es herrscht eine durchschnittliche maximale Temperatur von 27,9 °C. Der kühlste Monat ist der Juli mit mindestens 19,4 °C. Mindestens besteht eine Temperatur von durchschnittlich 21,1 °C Celsius.

#### Niederschlag
In den trockensten Monaten, dem Januar und dem Oktober, fallen pro Quadratmeter durchschnittlich 89 ml Niederschlag. Mit 213 ml pro Quadratmeter ist der Mai der feuchteste Monat des Jahres. Durchschnittlich fallen pro Monat und Quadratmeter 139,6 ml.
|                       | Jan  | Feb  | Mär  | Apr  | Mai  | Jun  | Jul  | Aug  | Sep  | Okt  | Nov  | Dez  |   |      |
| Mittl. Tagesmax. (°C) | 29,8 | 30,0 | 29,6 | 28,5 | 27,1 | 26,2 | 25,5 | 25,9 | 26,8 | 28,0 | 28,7 | 29,3 | ⌀ | 27,9 |
| Mittl. Tagesmin. (°C) | 22,1 | 22,4 | 22,3 | 22,0 | 21,2 | 20,2 | 19,4 | 19,5 | 20,2 | 21,0 | 21,6 | 21,8 | ⌀ | 21,1 |
|                       |      |      |      |      |      |      |      |      |      |      |      |      |   |      |
| Niederschlag (mm)     | 89   | 103  | 132  | 196  | 213  | 187  | 195  | 142  | 100  | 89   | 125  | 105  | Σ | 1676 |

| 22,1 |

| 22,4 |

| 22,3 |

| 22,0 |

| 21,2 |

| 20,2 |

| 19,4 |

| 19,5 |

| 20,2 |

| 21,0 |

| 21,6 |

| 21,8 |

| 22,1 |

| 22,4 |

| 22,3 |

| 22,0 |

| 21,2 |

| 20,2 |

| 19,4 |

| 19,5 |

| 20,2 |

| 21,0 |

| 21,6 |

| 21,8 |

| N i e d e r s c h l a g | 89  | 103 | 132 | 196 | 213 | 187 | 195 | 142 | 100 | 89  | 125 | 105 |
|                         | Jan | Feb | Mär | Apr | Mai | Jun | Jul | Aug | Sep | Okt | Nov | Dez |

### Natur und Vegetation
Aratuípe ist mit Feuchtwald bedeckt. Die Vegetation ist intakt, die Flächen sind größtenteils nicht landwirtschaftlich genutzt. Die Landwirtschaft konzentriert sich auf die wenigen fruchtbaren Flächen. Der Boden ist teilweise sauer und in den oberen Schichten finden sich Tonerden, die abgebaut und für die Keramikherstellung genutzt werden.

## Stadtverwaltung
Stadtpräfekt (Exekutive) ist nach der Kommunalwahl 2016 für die Amtszeit 2017 bis 2020 Antonio Miranda Silva Junior, genannt Sinho, von dem Partido do Movimento Democrático Brasileiro (PMDB), der mit 3636 Stimmen die Wahl für sich gewann und seine Vorgängerin Sandra Lago des Partido Social Democrático (2011) (PSD) im Amt ablöste. Die Legislative liegt bei der Câmara Municipal, der Stadtverordnetenkammer. Der Ort ist gleichzeitig Sitz des gleichnamigen Distrikts, der zweite Distrikt ist Maragogipinho.
Mit 20 weiteren Gemeinden bildet sie die Mikroregion Santo Antônio de Jesus, diese ist eine von drei Mikroregionen der Mesoregion Metropolitana de Salvador.

## Bevölkerungsentwicklung
Damit hat die Bevölkerung von 1991 bis 2019 um 1014 Einwohner zugenommen. Die Bevölkerung verteilt sich zu 64 % auf den städtischen Bereich und zu 36 % auf die ländliche Zone.

### Alterspyramide
Aratuípe hat eine sehr junge Bevölkerung bei allerdings abnehmender Geburtenrate.
| Männer | Alterstufe | Frauen |
| ------ | ---------- | ------ |
| 0,1    | 90 +       | 0,2    |
| 1,8    | 70–89      | 2,3    |
| 6,6    | 50–69      | 6,5    |
| 12,7   | 30–49      | 13,1   |
| 15,4   | 15–29      | 14,1   |
| 14,2   | 0–14       | 13,9   |

### Ethnische Gruppen
(Stand 2010 mit 8.599 Einwohnern)
| Gruppe                                 | Anteil | in % | Anmerkung                       |
| -------------------------------------- | ------ | ---- | ------------------------------- |
| Pardos (Mischrassige)                  | 5.485  | 63,8 | meist Mulatten und Mestizen     |
| Pretos (Schwarze)                      | 2.017  | 23,5 | meist Bantu- und Yorubastämmige |
| Brancos (Weiße, europäische Vorfahren) | 905    | 10,5 |                                 |
| ohne Angabe                            | 192    | 2,2  |                                 |

## Religionen
| Anzahl | Religionsgemeinschaft      |
| ------ | -------------------------- |
| 4.800  | römisch-katholisch         |
| 2.093  | Atheisten                  |
| 1.544  | evangelisch-protestantisch |
| 162    | Spiritualisten             |

Größte Religionsgemeinschaft bilden die Anhänger der römisch-katholischen Kirche in Brasilien, gefolgt von Anhängern des evangelisch-protestantischen Glaubens sowie einigen Splittergruppen. Die katholischen Gemeinden unterstehen dem Bistum Amargosa. Glaubensanhänger verteilen sich auf die 1558 gegründete Gemeinde der Igreja de Santo Antônio de Jesus und die 1769 errichtete Igreja Matriz de Senhora Sant’ana (1858 als Nossa Senhora Santana neu geweiht).
Im 20. Jahrhundert kamen die Baptisten mit der 1960 in Maragogipinho errichteten ersten Igreja Batista sowie 1965 das Spiritualistenzentrum Centro Espírita São Francisco de Assis hinzu. 1966 folgten die erste Baptistenkirche in Aratuípe und 1974 die ursprünglich italo-amerikanische Igreja Congregação Cristã no Brasil. Die Pfingstbewegung eröffnete 1980 ihre Igreja Pentecostal Deus é Amor, gefolgt 1983 von der Igreja Assembléia de Deus und 1984 von der neocharismatischen Igreja Universal do Reino de Deus. Eine weitere evangelikale Gruppe, die 1923 in den USA gegründete Igreja do Evangelho Quadrangular, ließ sich 1992 in Aratuípe nieder. 1996 folgten die Zeugen Jehovas mit dem Salão do Reino Testemunha de Jeová. Im Jahr 2000 gründeten Anhänger der Siebenten-Tags-Adventisten die Igreja Adventista do Sétimo Dia, 2002 die Pfingstler eine zweite Gemeinde mit der Igreja Pentecostal Sacerdote de Cristo, zuletzt 2005 die Baptisten die Igreja Batista Esperança.
Die afrobrasilianische Religion ist im Stadtgebiet mit vier Kultstätten des Candomblé de caboclo und einer weiteren in Maragogipinho vertreten, die die aus Zentralafrika stammenden Religionen lebendig erhalten.
In der Munizipalstadt leben 2093 Atheisten.

## Bildung
| Jahr | Anzahl             | Analphabetenquote |
| ---- | ------------------ | ----------------- |
| 1991 | 5.013 Analphabeten | 53,8 %            |
| 2000 | 3.018 Analphabeten | 35,1 %            |
| 2010 | 2.089 Analphabeten | 24,3 %            |

In Aratuípe gab es im Jahr 2012 1872 Grundschüler und 381 Mittelschüler der 6. bis 8. Klasse an der einzigen Mittelschule, dem 1965 errichteten Ginásio Municipal de Aratuípe. Die Analphabetenquote ist in den letzten Jahren stark gesunken. Sie betrug 1991 mit 5013 Analphabeten 53,8 %, 2000 mit 3018 Analphabeten 35,1 % und 2010 mit 2089 Analphabeten noch 24,3 %. Aratuípe beteiligt sich mit über 100 anderen Gemeinden im Wirtschaftsgebiet Recôncavo Baiano an einem Städtenetzwerk zur Bekämpfung des Analphabetentums.

## Infrastruktur
Der Ort liegt an der von Süden kommenden BA-001, die nach Nazaré im Norden führt. Auf dem Landweg beträgt die Strecke zur Hauptstadt 220 km, auf dem Wasserweg mit Fährbooten nur 78 km. Innerstädtisch überwiegt der Verkehr mit Motorrädern. Der nächstgelegene größere Hafen liegt im sechs km entfernten Nazaré, von wo auch eine Eisenbahnlinie ins Landesinnere führt.

## Kultur
Prägend für Aratuípe ist die afrobrasilianische Kultur mit ihrem Brauchtum. Es gibt Candomblé- und Capoeira-Gruppen. Der in Aratuípe praktizierte Straßensamba wurde 2004 mit weiteren in 20 Gemeinden lokalisierten Veranstaltungen dieser Art durch das Instituto do Patrimônio Histórico e Artístico Nacional (IPHAN) in das Immaterielle Kulturerbe des Staates als Samba de Roda do Recôncavo Baiano aufgenommen.
Zwei Musikvereine haben eine über hundertjährige Tradition, die „Sociedade Filarmônica Lyra Ceciliana“ im Distrikt Aratuípe und die „Sociedade Filarmônica Lyra Conceição“ im Distrikt Maragogipinho, beide im Jahr 1914 gegründet. Sehenswert ist die Hauptkirche Igreja Matriz de Nossa Senhora Santana.
Bekannt ist insbesondere Maragogipinho für seine keramischen Produkte verschiedener Art, auch Kunstkeramik; sie sind im Stadtwappen dargestellt. Die Keramiktöpfe werden meistens von Frauen manuell auf Töpferdrehscheiben hergestellt, der Ton wird zu einem großen Teil aus dem Distrikt Aratuípe nach Maragogipinho angeliefert. Diese Keramiken werden auch in die umliegenden Bundesstaaten verkauft. 2009/10 wurde in Rio de Janeiro unter dem Titel „Maragogipinho e a tradição do barro“ eine eigene Ausstellung im Centro Nacional de Folclore e Cultura Popular veranstaltet.

## Wirtschaft
An der Grenze zur Baixa Sul liegt das Gebiet von Aratuípe in der Wirtschaftszone Recôncavo Sul. Schon im 19. Jahrhundert produzierte die Region Zucker, Tabak, Spirituosen, Kaffee und vor allem Maniokmehl. Der Handel erstreckte sich bis zur Hauptstadt Salvador, in die andere Richtung bis in das südliche Minas Gerais. Die heutige Wirtschaft gliedert sich in Landwirtschaft, rund 80 kleinere Produktionsfirmen und den Dienstleistungssektor, der mit den Angestellten im öffentlichen Dienst den größten Anteil der Beschäftigten ausmacht. Angebaut wird auf dem schlechten Boden meistens Sisal, Maniok und Gemüse für den Eigenverbrauch.
Die Landwirtschaftsproduktion betrug 2011: 5500 Tonnen Maniokmehl, 1800 Tonnen Bananen, 900 Tonnen Zucker, 720 Tonnen Orangen, 200 Tonnen Maracujas (Passionsfrüchte), 189 Tonnen Palmöl, 26 Tonnen Bohnen und 21 Tonnen Mais.

### Tourismus
Durch die Lage im Einzugsbereich der Region Bahia do Todo dos Santos (Allerheiligenbucht) ist Aratuípe als Tourismusstandort relevant. Aratuípe gilt als gastfreundliche und ruhige Stadt inmitten der Natur. Sie wird von Kulturinteressierten gern besucht.

## Söhne und Töchter der Stadt
- José Leone de Araújo, Lyriker, Dichter der Stadthymne
- João Carlos Sampaio (1970–2014), Filmkritiker